# Hiroki Ōmori
Hiroki Ōmori (japanisch 大森 啓生 Ōmori Hiroki; * 26. Juli 1990 in Ishinomaki) ist ein japanischer Fußballspieler.

## Karriere
Ōmori erlernte das Fußballspielen in der Jugendmannschaft von Shiogama FC und der Universitätsmannschaft der Kanto-Gakuin-Universität. Seinen ersten Vertrag unterschrieb er 2013 bei Blaublitz Akita. Der Verein spielte in der dritthöchsten Liga des Landes, der Japan Football League. Für den Verein absolvierte er 21 Ligaspiele. 2014 wechselte er zum Ligakonkurrenten SC Sagamihara. Für den Verein absolvierte er 42 Ligaspiele. 2016 wechselte er zu Brisbane Strikers.